# Senarpont
Senarpont – miejscowość i gmina we Francji, w regionie Hauts-de-France, w departamencie Somma.
Według danych na rok 2011 gminę zamieszkiwało 677 osób, a gęstość zaludnienia wynosiła 97 osób/km² (wśród 2293 gmin Pikardii Senarpont plasuje się na 358. miejscu pod względem liczby ludności, natomiast pod względem powierzchni na miejscu 690.).